# مراقبت زودهنگام مناسب
مراقبت زودهنگام مناسب (انگلیسی: Early appropriate care EAC) یک  سیستم در جراحی  ارتوپدی تروما (orthopaedic trauma surgery) می‌باشد که کمک می کند تا جراح تصمیم بگیرد که بیمارانی که دچار تروما جدی بزرگ شده‌اند و  آسیب های تهدید کننده دارند در چه زمانی درمان قطعی شوند تا حداقل بار فیزیولوژیک برای سیستم دفاعی بدن را ایجاد نمایند.
مفهوم مراقبت زودهنگام کامل (Early total care ETC) در دهه 80 میلادی به طور گسترده مورد پذیرش قرار گرفت چرا که یک سری از مطالعات نشان داد که فیکساسیون قطعی (definitive fixation) زودرس استخوانهای دراز به خصوص شفت فمور منجر به آن می گردد که پیامدهای بیماران بهتر شده و همراه با کاهش احتمال آمبولی چربی، سپتی سمی و ARDS ثانویه بودند اما مطالعات بعدی نشان دادند که همواره درمان قطعی و کامل زودرس مفید نمی‌باشد و اگر بیمار ناپایدار باشد و تحت جراحی کامل فیکساسیون قطعی به صورت زودرس قرار بگیرد در این صورت ممکن است با پدیده ضربه دوم (second hit) بار فیزیولوژیک مازادی به بدن که خود به دنبال ضربه اول (first hit) ناشی از تروما زیر فشار بوده است، وارد شده و به ناگهان وارد سیکل معیوب و حرکت به طرف SIRS و نارسائی چند ارگانی (multiple organ failure MOF) و در نهایت مرگ گردد از این رو بود که در سال 2000 فلسفه کنترل آسیب های ارتوپدیک (damage control orthopaedics DCO) پا به عرصه نهاد. این مفهوم جهت جلوگیری از مرگ زودرس در بیمارانی بود که دچار آسیب های بحرانی (critical) بودند و از طریق فیکساسیون های موقت (temporary fixation) توسط اکسترنال فیکساتور (external fixation systems) به جای فیکساسیون های قطعی در زمان بسیار کوتاه تر و سریع تر پایدار کردن شکستگی ها انجام می شد و بدین ترتیب فرصتی داده می‌شد تا بیمار روند احیای خود را طی کند و مجدداً در مراحل بعدی فیکساسیون قطعی برای بیمار انجام داد.
اما مطالعات جدید تر در سالهای اخیر نشان دادند که اگر شکستگی های استخوان های دراز در ابتدای ورود به نحو کامل احیا گردند و بیمار شرایط لازم و معیارهای لازم را کسب کند در این صورت می‌توان فیکساسیون قطعی زودهنگام را به کار برد و این امر هم از نظر هزینه و هم از نظر مخاطرات فیکساسیون های دوگانه روش ایمن تری نسبت به جراحی کنترل آسیب (DCO) در این بیماران خواهد بود و این همان مفهوم مراقبت‌های زودهنگام مناسب (EAC) است که در سال 2013 پیشنهاد کردید و در واقع تکاملی از دو ایده قبلی می باشد و بیان می دارد که آنچه که در تصمیم گیری ها برای فیکساسیون مهم است احیای بیمار است و نه میزان نمره شدت  آسیب وارده به بیمار(injury severity score ISS). 
نتیجه نهایی مطالعات فوق نشان داد که اگر بیمار را بتوان به گونه‌ای احیا نمود که معیارهای لازم را داشته باشند فیکساسیون قطعی بهترین اقدام است و اگر این معیارها را کسب نکنند جراحی با روش کنترل آسیب ارتوپدی (DCO) اقدام مناسبی خواهد بود.

## معیارها
مراقبت زودهنگام مناسب (EAC) در صورت حصول معیارها اجازه می‌دهد که درمان قطعی شکستگی های استخوان های بلند و اسکلت محوری بدن که ناپایدار هستند در عرض 36ساعت اول انجام گردد.
این معیارها عبارتند از:
1. پی اچ (pH) بالای 7.2
2. لاکتات (Lactate) کمتر از 4 میلی مول بر لیتر
3. اضافه باز (Base excess) بالاتر از 5.5- (مقادیر مطلق کمتر می شود چون به طرف صفر نزدیک تر می شود)

توجه باید داشت در صورتی که سایر فاکتورها به خصوص کواگولوپاتی (coagulopathy) و هیپوترمیا (hypothermia) که در واقع اجزاء تریاد مرگ در تروما (Trauma triad of death) هستند وجود داشته باشد باید وارد پروتکل کنترل آسیب ارتوپدی (DCO) شد و با فیکساسیون موقت توسط فیکساتور های خارجی شکستگی ها را درمان نمود.